# Starsailor (musikalbum)
Starsailor är det sjätte studioalbumet med den amerikanske sångaren och låtskrivaren Tim Buckley. Albumet lanserades av Straight Records november 1970. Den mest kända sången på albumet är "Song to the Siren" som många artister senare har gjort cover-versioner av.

## Låtlista
Sida 1
1. "Come Here Woman" (Tim Buckley) – 4:09
2. "I Woke Up" (Buckley, Larry Beckett) – 4:02
3. "Monterey" (Buckley, Beckett) – 4:30
4. "Moulin Rouge" (Bucley, Beckett) – 1:57
5. "Song to the Siren" (Buckley, Beckett) – 3:20

Sida 2
1. "Jungle Fire" (Buckley) – 4:42
2. "Starsailor" (John Balkin, Beckett, Buckley) – 4:36
3. "The Healing Festival" (Buckley) – 3:16
4. "Down by the Borderline" (Buckley) – 5:22

## Medverkande
- Tim Buckley – gitarr, 12-strängad gitarr, sång
- Lee Underwood – gitarr, piano, orgel
- John Balkin – ståbas, basgitarr
- Bunk Gardner – altflöjt, tenorsaxofon
- Buzz Gardner – trumpet, flygelhorn
- Maury Baker – percussion

## Cover-versioner av "Song to the Siren" (urval)
- 1983 – This Mortal Coil på singeln "Song to the Siren" / "Sixteen Days (Reprise)" (7" vinyl)
- 1996 – Sally Oldfield på albumet Secret Songs
- 2000 – Sheila Chandra på samlingsalbumet Gifted: Women of the World
- 2000 – The Czars på hyllningsalbumet Sing a Song for You: Tribute to Tim Buckley
- 2002 – Robert Plant på albumet Dreamland
- 2004 – Snuff på albumet Greasy Hair Makes Money
- 2009 – John Frusciante på albumet The Empyrean
- 2010 – Sinéad O'Connor på albumet Music of Ireland: Welcome Home
- 2010 – Bryan Ferry från Roxy Music på soloalbumet Olympia
- 2012 – George Michael på singeln "White Light" (CD)
- 2013 – Brendan Perry från Dead Can Dance och Robin Guthrie från Cocteau Twins på livealbumet In Concert